# Општина Остров (Тулћа)
Остров (рум. Ostrov) општина је у Румунији у округу Тулћа.
Oпштина се налази на надморској висини од 6 m.